# Systropalpus aurivulpes
Systropalpus aurivulpes là một loài ruồi trong họ Asilidae. Systropalpus aurivulpes được Hull miêu tả năm 1962. Loài này phân bố ở vùng nhiệt đới châu Phi.